# Schemiranat (Verwaltungsbezirk)
Schemiranat (persisch شمیرانات) ist ein Schahrestan in der iranischen Provinz Teheran. Er enthält Schemiran, welche die Hauptstadt des Kreises und ein Teil der Stadt Teheran ist.

## Demografie
Bei der Volkszählung 2016 betrug die Einwohnerzahl des Kreises 47.279. Die Alphabetisierung lag bei 92 Prozent der Bevölkerung. Knapp 40 Prozent der Bevölkerung lebten in urbanen Regionen.
| Zensusjahr | Einwohnerzahl |
| ---------- | ------------- |
| 2011       | 44.061        |
| 2016       | 47.279        |